# Габріель дос Сантос Франціско
Габріель дос Сантос Франціско або просто Габріель (порт.-браз. Gabriel dos Santos Francisco, нар. 16 березня 1999, Ріо-де-Жанейро, Бразилія) — бразильський футболіст, півзахисник.

## Життєпис
На юнацькому та молодіжному рівні виступав за бразильські клуби «Баїя», «Віторія», «Атлантіка Ерек» та «Сампайо Корреа». У футболці останнього з вище вказаних клубів й розпочав дорослу футбольну кар'єру. Проте регулярно грав в оренді за «Волту Ретонду», який виступав у Серії A Ліги Баїяно.
На початку лютого 2019 року підписав 4-річний контракт з «Рухом». Дебютував у футболці винниківського клубу 23 березня 2019 року в переможному (1:0) домашньому поєдинку 19-о туру Першої ліги проти «Балкан». Габріель вийшов на поле на 90-й хвилині, замінивши Юрія Климчука. Загалом взяв участь в семи поєдинках у складі «жовто-чорних».
У серпні 2019 року був відданий в оренду в клуб Другої ліги «Калуш». Габріель став третім легіонером в історії «Калуша» у професіональних змаганнях і першим гравцем з Бразилії. В осінній частині сезону півзахисник відіграв 14 матчів у футболці «Калуша», в яких відзначився чотирма забитими м'ячами. Окрім того, записав до свого пасиву два вилучення та три попередження. У січні 2020 року повернувся в «Рух». Так і не зігравши за львів'ян до кінця сезону 2019/20 жодного матчу, у вересні бразилець покинув команду.